# 四氟硼酸锂
四氟硼酸锂是一种无机化合物，化学式为LiBF4。它可溶于碳酸丙烯酯、二甲醚或γ-丁内酯。它在锂电池中用作电解质。